# Braniștea (gmina w okręgu Gałacz)
Braniștea – gmina w Rumunii, w okręgu Gałacz. Obejmuje miejscowości Braniștea, Lozova, Traian i Vasile Alecsandri. W 2011 roku liczyła 3972 mieszkańców. 